# 海外集体

法国当前的海外集体

在法国，海外集体（法語：collectivité d'outre-mer，缩写为COM）是领土集体的一种，与大区一同作为法国的一级行政区划。海外集体包括一些前法国海外领土。其它有特殊地位的海外实体依据2003年3月28日的法国宪法改革也悉数成为海外集体。海外集体没有特殊地位，和海外大区与海外省相区分开来。
作为法国的合并领土，海外集体在法国国民议会、法国参议院以及法国经济和社会委员会有代表权，但只有法屬聖馬丁加入了欧洲联盟。根據法國法律，各海外部分的居民皆爲法國公民，因此都有權進行歐洲議會選舉。太平洋地区的海外集体使用与欧元汇率固定的太平洋法郎，大西洋上的海外集体直接采用欧元。
截至2011年，法国共有5个海外集体：
- 法屬玻里尼西亞在2003年成为海外集体。2004年2月27日通过的成文法使之成为共和国内部的海外国家（英语：overseas country of France）（简称POM），但法国方面未对之进行细化立法。法屬玻里尼西亞享有极高的自治权利，可以自行提名法屬玻里尼西亞主席（法語：Le président de la Polynésie française）；自2004年起可以組織议会。
- 聖巴泰勒米乃小安的列斯群岛一岛。聖巴泰勒米在2007年从瓜德罗普海外省中划出，失去欧盟领土地位。该地方拥有一个领地委员会和行政会议。
- 法屬聖馬丁即小安的列斯群岛中圣马丁岛的北半部分，在2007年从瓜德罗普海外省中划出，是歐盟的外延領土。该地方拥有一个领地委员会和行政会议。
- 圣皮埃尔和密克隆是大西洋上加拿大纽芬兰岛外海的一串岛屿。设有领地委员会，是前法国殖民地新法蘭西唯一未被割让的领地。
- 瓦利斯和富圖納为太平洋上的三小岛，拥有独立的高级行政官和领地大会。

## 过去的海外集体或领地
- 馬約特曾經在1976年至2011年3月31日屬於海外集體，但在之後升格為海外省。[1]
- 新喀里多尼亞自1946年起为海外集体, 但在1998年努美阿协议后获得特殊地位。新喀里多尼亞成为特殊的公民身份，法国逐步将权力移交给当地，2018年獨立公投、2020年独立公投及2021年独立公投，結果為不同意。[2][2]